# Giant

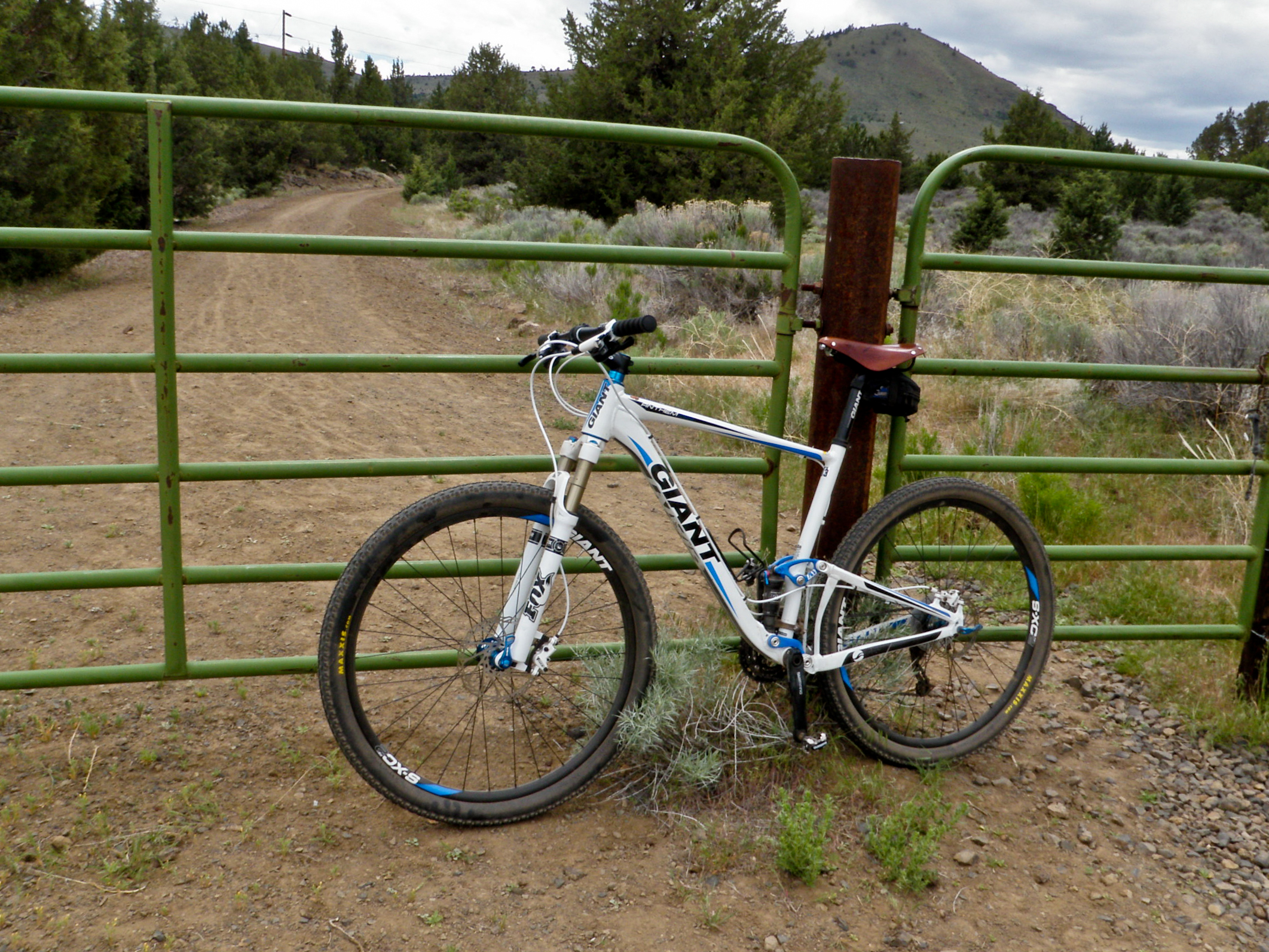
Горный велосипед Giant Anthem 29er X3

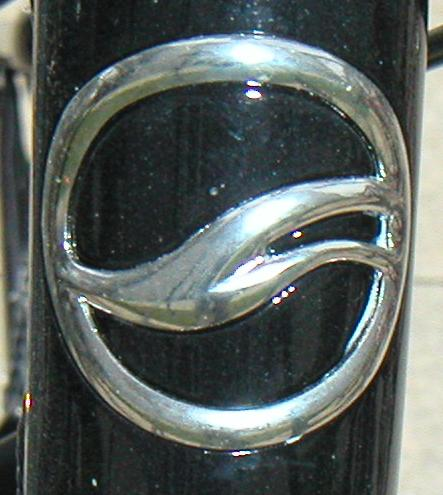
Рулевой стакан с эмблемой Giant

Giant Bicycles Co. Ltd. — один из крупнейших производителей брендовых велосипедов в мире.
На текущий момент компании «The Global Bicycle Company» принадлежат самые крупные производственные мощности (семь заводов в Китае, один на Тайване, один в Нидерландах и один в Венгрии). Сегодня около 55 % всех брендовых велосипедов изготовлены на заводах Giant (Scott, Trek, Colnago, Gary Fisher и другие). Велосипеды марки Giant продаются в более чем 50 странах.
Одним из конкурентов компании Giant является тайваньский производитель брендовых велосипедов Merida.

## История
Компания Giant была основана Кингом Лиу в 1972 году, в районе Дацзя города Тайчжун. В 1977 году исполнительный директор Тони Ло заключил соглашение с компанией Schwinn об OEM-производстве велосипедов одноимённой марки, что стало крупным прорывом для компании Giant. Со временем спрос на велосипеды в США увеличивался, а в 1980 году рабочие компании Schwinn устроили забастовку на заводе в Чикаго; всё это привело к тому, что компания Giant к середине 1980-х годов на 75 % была занята производством велосипедов марки Schwinn и выпускала уже две трети от всех велосипедов этой марки.
В 1984 году компания Giant и голландский производитель велосипедов Koga Miyata основали совместное предприятие под названием Giant Europe.
В 1987 году руководители компании Schwinn решили найти другого производителя и заключили соглашение с компанией China Bicycle Company о выпуске их велосипедов в Шэньчжэне. Новый руководитель компании Giant Билл Остин (бывший вице-президент по маркетингу компании Schwinn) принял решение о выпуске велосипедов в средней ценовой категории (от 250 до 800 долларов США) под собственной маркой. В этом же году компания начала выпуск шоссейных велосипедов модели Cadex 980C с карбоновой рамой и стала первым массовым производителем карбоновых велосипедов.
В 1992 году руководство компании Koga Miyata продало все акции совместного предприятия, и компания Giant стала единственным владельцем отделения Giant Europe.
В 1994 году велосипеды Giant впервые появились на российском рынке.
На начало 2000-х компания Giant производила почти 2 % от 100 миллионов ежегодно продаваемых в мире велосипедов и лидировала на велосипедном рынке в США и Европе. В 2007 году было произведено более 5 миллионов велосипедов.
В 2018 году компания приобрела ещё один завод в городе Дьёндьёш, Венгрия. Компания планирует производить здесь велосипеды для европейского рынка, чтобы снизить транспортные расходы.

## Суббренды
В 2008 году компания Giant создала линейку товаров под маркой Liv/Giant специально для женщин-велолюбителей.
С 2011 года велосипеды для женщин выпускаются под отдельной маркой Liv. Компания делает акцент на том, что велосипеды этой марки отличаются от остальной продукции Giant и «разработаны женщинами для женщин». Вся продукция марки Liv разрабатывается и производится независимо от велосипедов Giant: рамы имеют особую геометрию, а для их изготовления используются отдельные формы и шаблоны. Также в магазинах официальных дилеров вся продукция Liv должна быть выставлена отдельно от продукции Giant; кроме того, компания открыла отдельные магазины по продаже товаров Liv.
В 2015 году было запущено производство городских велосипедов под маркой Momentum. Они позиционируются как более дешёвые и простые, чем остальная продукция Giant.

## Спонсорская деятельность
В 2009—2010 гг. Giant поддерживает и спонсирует межконтинентальную команду Rabobank.
С 2013 по 2018 гг. компания спонсировала команду Sunweb. На счету команды за этот период победа на чемпионате мира, на этапах Гранд-туров и победа Тома Дюмулена на Джиро д’Италия в 2017 году.
Также компания спонсировала команду Giant Alpecin.
С 2019 года компания спонсирует команду CCC Team.

## Дополнительно
В 2017 году житель Республики Коми совершил путешествие по Полярному Уралу, преодолев 420 километров на лодке и городском велосипеде Giant Suede City 26.